# پپر پیک (اوهایو)
پپر پیک(به انگلیسی: Pepper Pike) شهری در ایالت اوهایو کشور ایالات متحده آمریکا است که جمعیت آن در سرشماری سال ۲۰۱۰ میلادی، ۵٬۹۷۹ نفر بوده‌است.